# Extended Play (Ladytron)
Extended Play är en dubbel-EP av den brittiska musikgruppen Ladytron, utgivet den 11 april 2006 på Rykodisc Records. EP:n producerades av medlemmarna själva tillsammans med Jim Abbiss. Låtarna på skiva ett är mestadels remixer av tidigare släppta låtar. Skiva två är en 35-minuters lång dvd med bonusmaterial som även finns med på vissa utgåvor av albumet Witching Hour (2005).

## Låtlista

### CD
Alla låtar är skrivna av Ladytron.
1. High Rise (Club mix)
2. Nothing to Hide
3. Weekend (James Iha mix)
4. Sugar (Jagz Kooner mix)
5. Citadel
6. Destroy Everything You Touch (Catholic version)
7. Tender Talons
8. Last One Standing (Shipps & Tait mix)

### DVD
1. Destroy Everything You Touch
2. Sugar
3. Once Upon a Time in the East: Ladytron in China